# Селютинская
Селютинская — деревня в Вельском районе Архангельской области. Входит в состав Муниципального образования «Усть-Вельское». Имеет второе местное неофициальное название Заполье.

## География
Деревня расположена в южной части Архангельской области, в таёжной зоне, в пределах северной части Русской равнины, в 8 километрах на запад от города Вельска, на правом берегу реки Вель притока Ваги. Ближайшие населённые пункты: на юге деревня Прилуцкая.
Часовой пояс
Селютинская, как и вся Архангельская область, находится в часовой зоне МСК (московское время). Смещение применяемого времени относительно UTC составляет +3:00.

## Население
| 2002 | 2010 | 2012 | 2014 |
| ---- | ---- | ---- | ---- |
| 38   | ↘24  | ↘22  | ↘18  |

## История
Указана в «Списке населённых мест по сведениям 1859 года» в составе Вельского уезда(1-го стана) Вологодской губернии под номером «2245» как «Селютинское(Заполье)». Насчитывала 13 дворов, 42 жителя мужского пола и 50 женского.
В материалах оценочно-статистического исследования земель Вельского уезда упомянуто, что в 1900 году в административном отношении деревня входила в состав Вознесенского сельского общества Устьвельской волости. На момент переписи в селении Семотинское(Заполье) находилось 20 хозяйств, в которых проживало 52 жителя мужского пола и 66 женского.